# Style polychoral vénitien

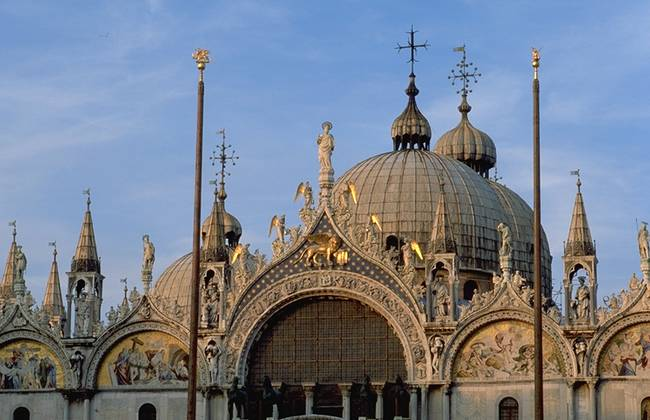
Monument dans le style polychoral vénitien.

Le style polychoral vénitien (ou art polychoral vénitien, ou encore polychoralité vénitienne) est un style musical de la Renaissance tardive et du Baroque primitif, où des chœurs physiquement séparés (cori spezzati, ou chœurs séparés) chantent séparément, en alternance ou ensemble, chacun d'eux gardant son autonomie. 
Il s'agit d'une rupture majeure avec la polyphonie qui prévalait au milieu de la Renaissance. 
Le style polychoral vénitien constitue l'une des évolutions stylistiques majeures ayant mené à ce que l'on qualifie aujourd'hui d'art baroque.

## Histoire
Le style polychoral vénitien est né de l'architecture particulière de la basilique Saint-Marc de Venise. Les compositeurs, conscients des décalages sonores engendrés par l'espacement des tribunes des chœurs, en prirent leur partie en adoptant cet effet dans leurs œuvres. A cela s'ajoutait la difficulté de diriger, avec les moyens de l'époque, une même chorale divisée en plusieurs tribunes distinctes. Ainsi des compositeurs, dont Adrien Willaert, maestro di cappella de Saint-Marc dans les années 1540, résolurent ces problèmes par la composition d'antiennes, où des chœurs physiquement opposés chantent successivement des phrases, souvent contrastées. L'effet stéréophonique ainsi créé se révéla populaire, et d'autres compositeurs adoptèrent à leur tour cette pratique et la diffusèrent dans d'autres églises majeures d'Italie. 
C'est ainsi qu'un particularisme architectural (l'agencement intérieur de la basilique Saint-Marc) a engendré un style musical, qui lui-même a participé à la transition de l'époque renaissance à l'époque baroque.
Le principe de groupes distincts de choristes chantant en alternance évolua par la suite vers le style concertant (le stile concertato) qui recouvre, par sa diversité musicale et vocale, différentes formes telles que la cantate chorale, le concerto grosso et la sonate.
L'apogée de la polychoralité vénitienne se situe entre la fin des années 1580 et les années 1590, période où Giovanni Gabrieli était organiste et principal compositeur de Saint-Marc, tandis que Gioseffo Zarlino y était encore maestro di cappella. Gabrieli fut le premier à donner des indications précises sur les instruments à utiliser, dont de grands ensembles de cuivres. Il commença également à spécifier les nuances (sonata pian e forte) et à développer les effets d'écho qui l'ont par la suite rendu célèbre. 
La renommée de la musique produite à Saint-Marc attira de nombreux compositeurs, qui diffusèrent ensuite ces innovations musicales à travers l'Europe. Les compositeurs allemands furent particulièrement réceptifs, développant un style local dérivé du style vénitien ; le plus connu pour cette période est Heinrich Schütz. Des œuvres polychorales furent créées dans diverses autres régions, à l'instar des nombreuses messes composées en Espagne par le compositeur Tomás Luis de Victoria.
Après 1603, la basse continue fait son apparition dans les pratiques musicales de Saint-Marc, s'additionnant à l'orchestre, aux solistes et aux chœurs. La résultante se rapproche alors de la cantate baroque. 
La production musicale à Saint-Marc déclina alors, bien que les influences du style polychoral aient abouti au stile concertato. Ce relatif déclin s'interrompit avec l'arrivée, en 1612, d'un nouveau maestro di cappella : Claudio Monteverdi.
La période polychorale était alors passée : le style concertant (stile concertato), faisant plutôt appel à des solistes, était devenue la norme. La musique est alors pleinement baroque.

## Compositeurs notables
- Adrien Willaert
- Cyprien de Rore
- Gioseffo Zarlino
- Claudio Merulo
- Giovanni Gabrieli
- Andrea Gabrieli
- Claudio Monteverdi
- Hans Leo Hassler
- Heinrich Schütz

## Compositions
- Adrian Willaert, Salmi spezzati
- Andrea Gabrieli, Psalmi Davidici
- Giovanni Gabrieli, Symphoniae sacrae
  - In Ecclesiis
  - Sonata pian'e forte
- Heinrich Schütz, Psalmen Davids (1619)